# Bưu thiếp

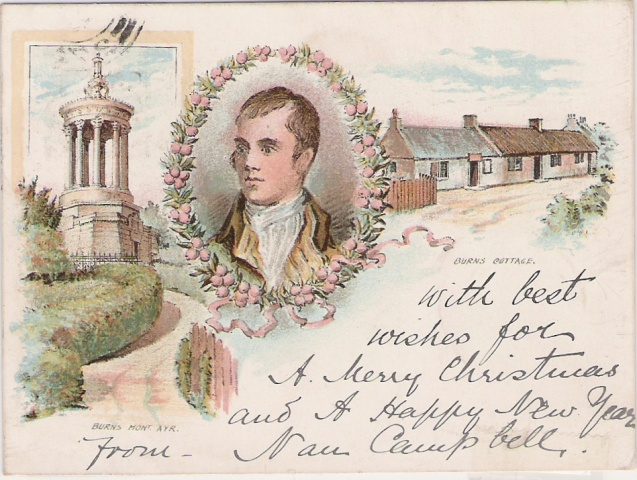
Một tấm bưu thiếp tại Mỹ năm 1866

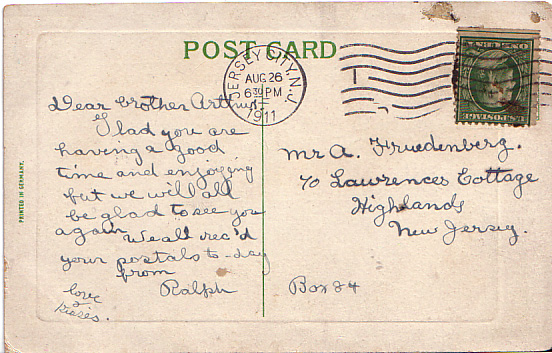
Mặt sau một bưu thiếp gửi năm 1916

Một bưu thiếp hay bưu thiệp (tiếng Anh: postcard) là một mảnh giấy dày hay giấy bìa cứng hình chữ nhật dành cho văn bản và gửi thư mà không có một phong bì. Thường là những tấm bưu thiếp có một mặt là hình ảnh, và mặt còn lại để ghi địa chỉ và ghi một thông điệp nào đó. Chi phí tem thư để gửi một bưu thiếp bằng đường bưu điện thường là thấp hơn để gửi một bức thư.
Có những ngoại lệ đặc biệt: như bưu thiếp gỗ, làm bằng gỗ mỏng, và bưu thiếp bọc đồng từ Quận Copper của tiểu bang Michigan, và bưu thiếp bằng giấy vỏ dừa từ các hòn đảo nhiệt đới.

## Lịch sử
Năm 1760, công ty bưu chính tư nhân Petite Poste (Bưu điện nhỏ) tại Paris lần đầu phát hành những tấm thiệp với những thông điệp có thể đọc công khai. Năm 1784, công ty tư nhân Kleine Post in Wien (Bưu điện nhỏ tại Viên) in những tấm thẻ nhỏ với tin nhắn. Vào năm 1840, xuất hiện tem thư tại Anh, và nhanh chóng lan rộng trên toàn cầu. Đây là một điều kiện tiên quyết cho việc lưu hành các bưu thiếp và sự hoạt động vận hành của các hệ thống bưu điện theo hình thức hiện tại.
Tại Hoa Kỳ, một hình ảnh hoặc thẻ trống với một tin nhắn được gửi qua đường bưu điện đầu tiên trong tháng 12 năm 1848. Sau khi luật pháp ở Hoa Kỳ cho phép gửi những tấm thiệp từ năm 1861, tấm bưu thiệp được chính thức gửi đầu tiên bằng đường bưu điện vào ngày 1 tháng 10 năm 1869 từ Đế quốc Áo-Hung. Lúc đầu, những tấm bưu thiệp chỉ có thể gửi trong nội địa và quốc tế chỉ trên cơ sở những hiệp định bưu tín song phương, nhưng từ năm 1878 bưu thiệp có thể gửi và nhận tại hầu hết các quốc gia trên thế giới.